# Krakauer Poort (Szydłów)
De Krakauer Poort (Pools: Brama Krakowska) is een stadspoort in het Poolse dorp Szydłów, dat van 1329 tot 1869 stadsrechten had. De stadspoort is een voorbeeld van gotiek en staat op deze plek sinds de 14e eeuw. De poort maakt onderdeel uit van de stadsmuur van Szydłów en is de zuidwestelijke ingang naar de historische binnenstad. De stad beschikte over drie stadspoorten. De Krakauer Poort bestaat uit drie verdiepingen. De bovenste twee verdiepen van de poort werden in de 16e eeuw verbouwd in de stijl van renaissance. De poort is tegenwoordig een ruïne. De poort beschikt over een gereconstrueerd valhek.

## Afbeeldingen

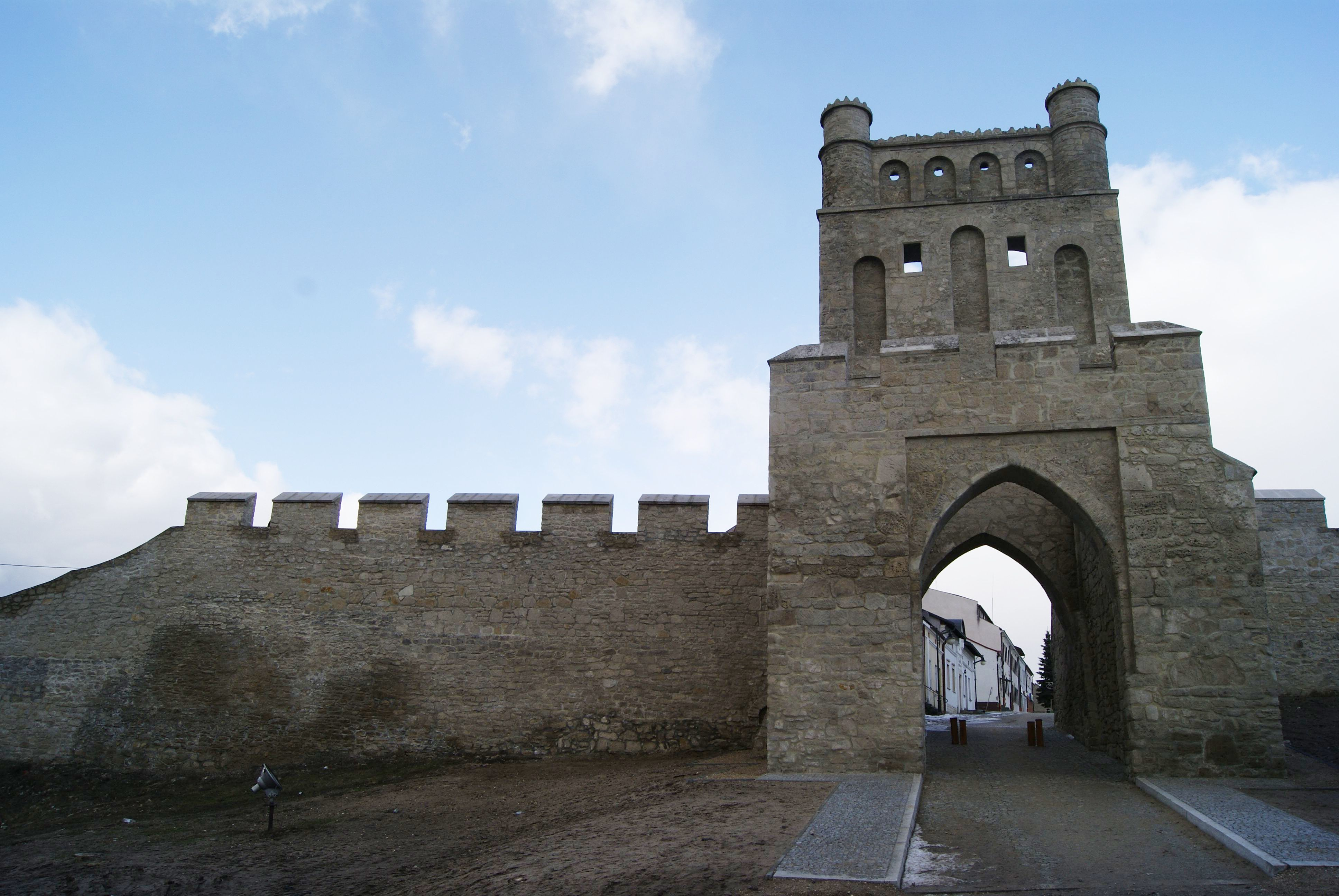
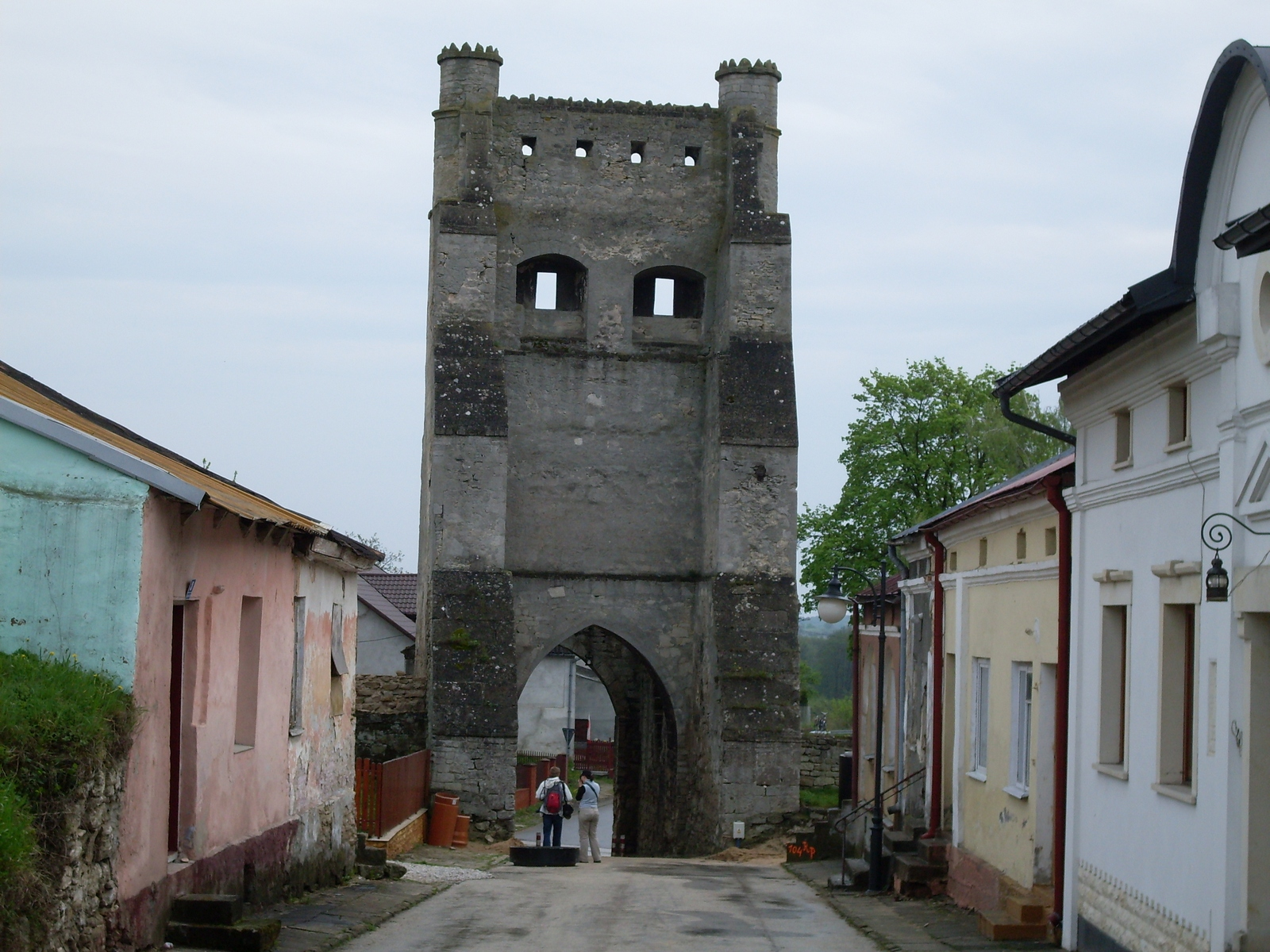
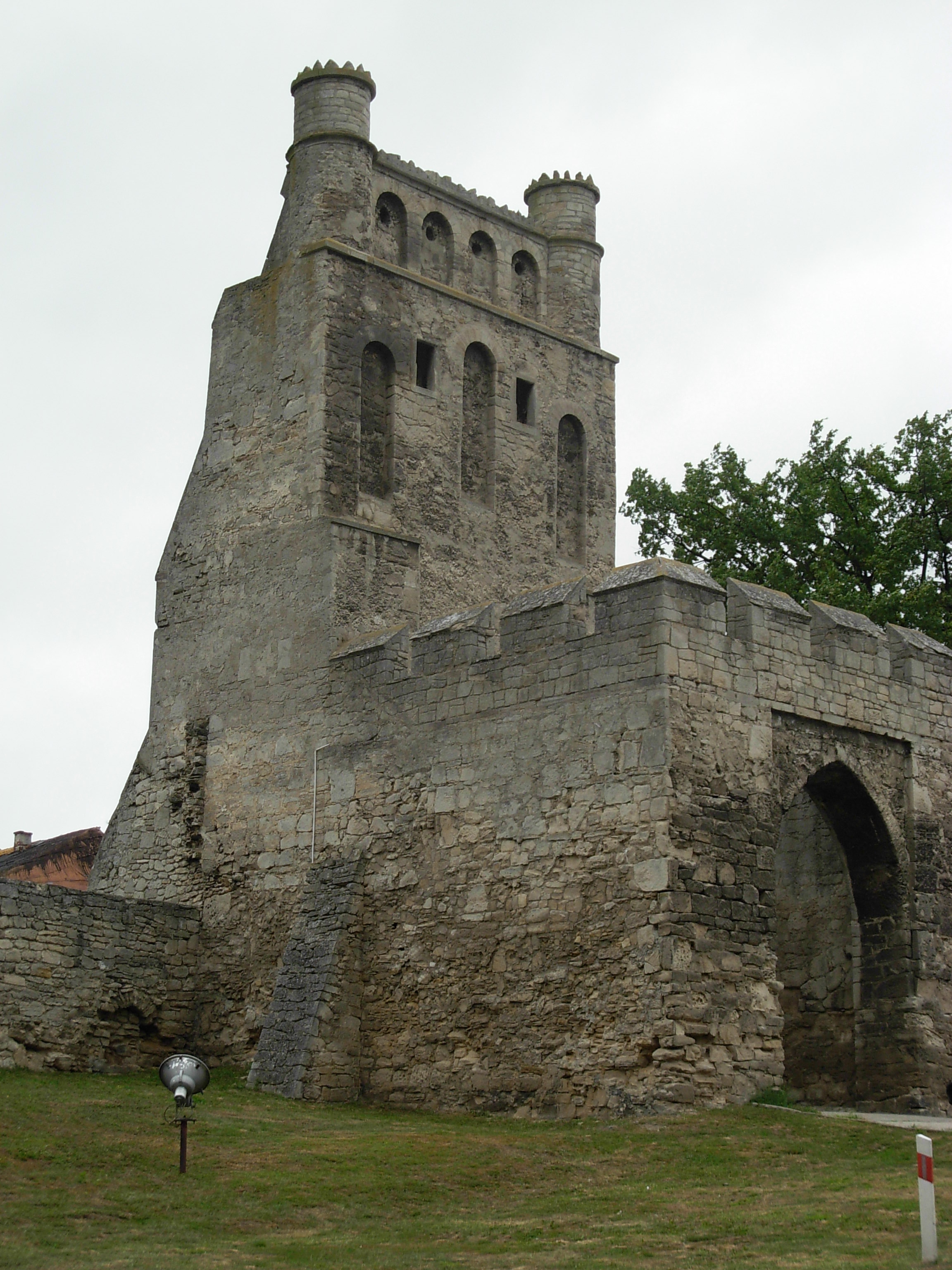
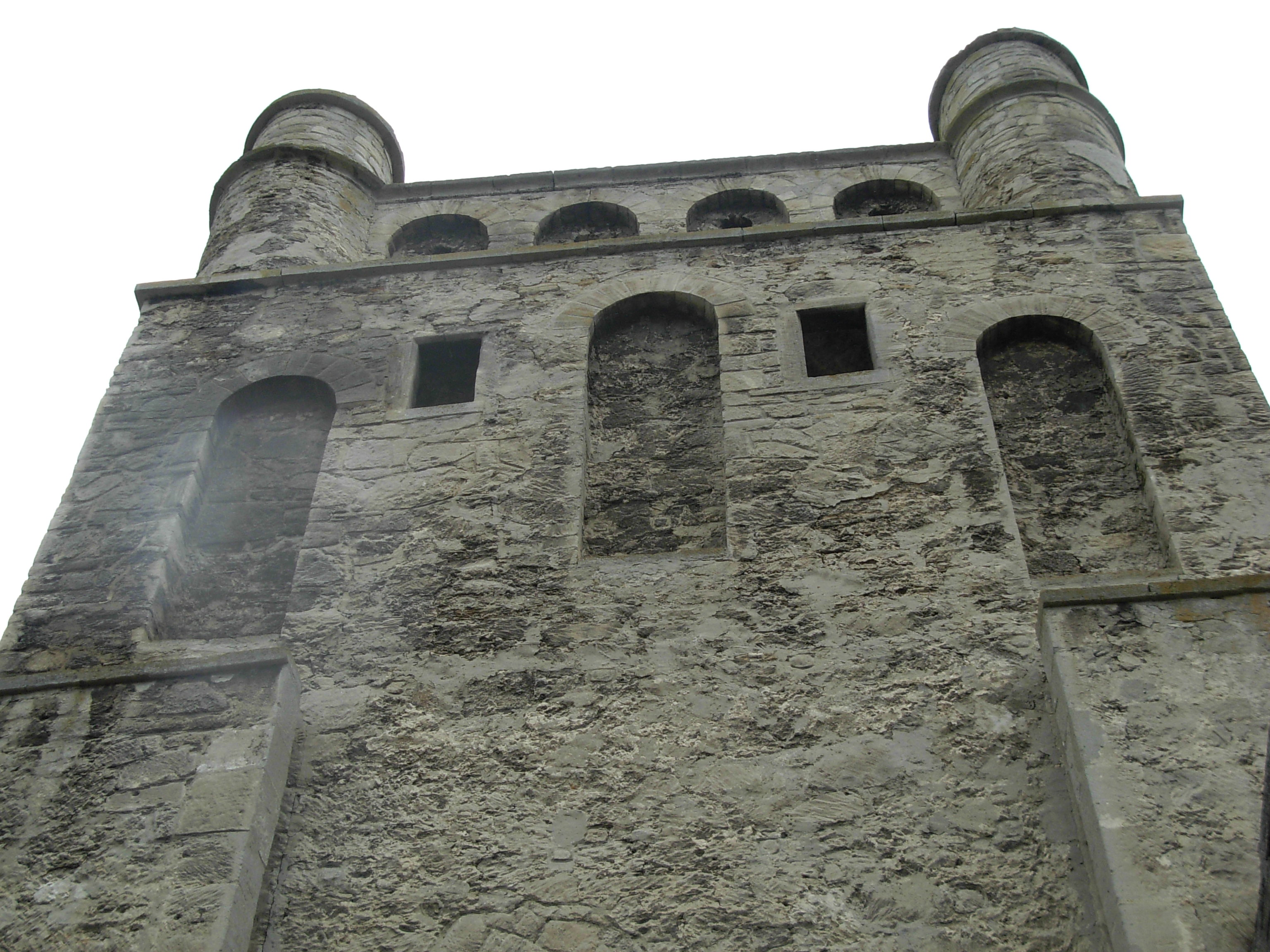
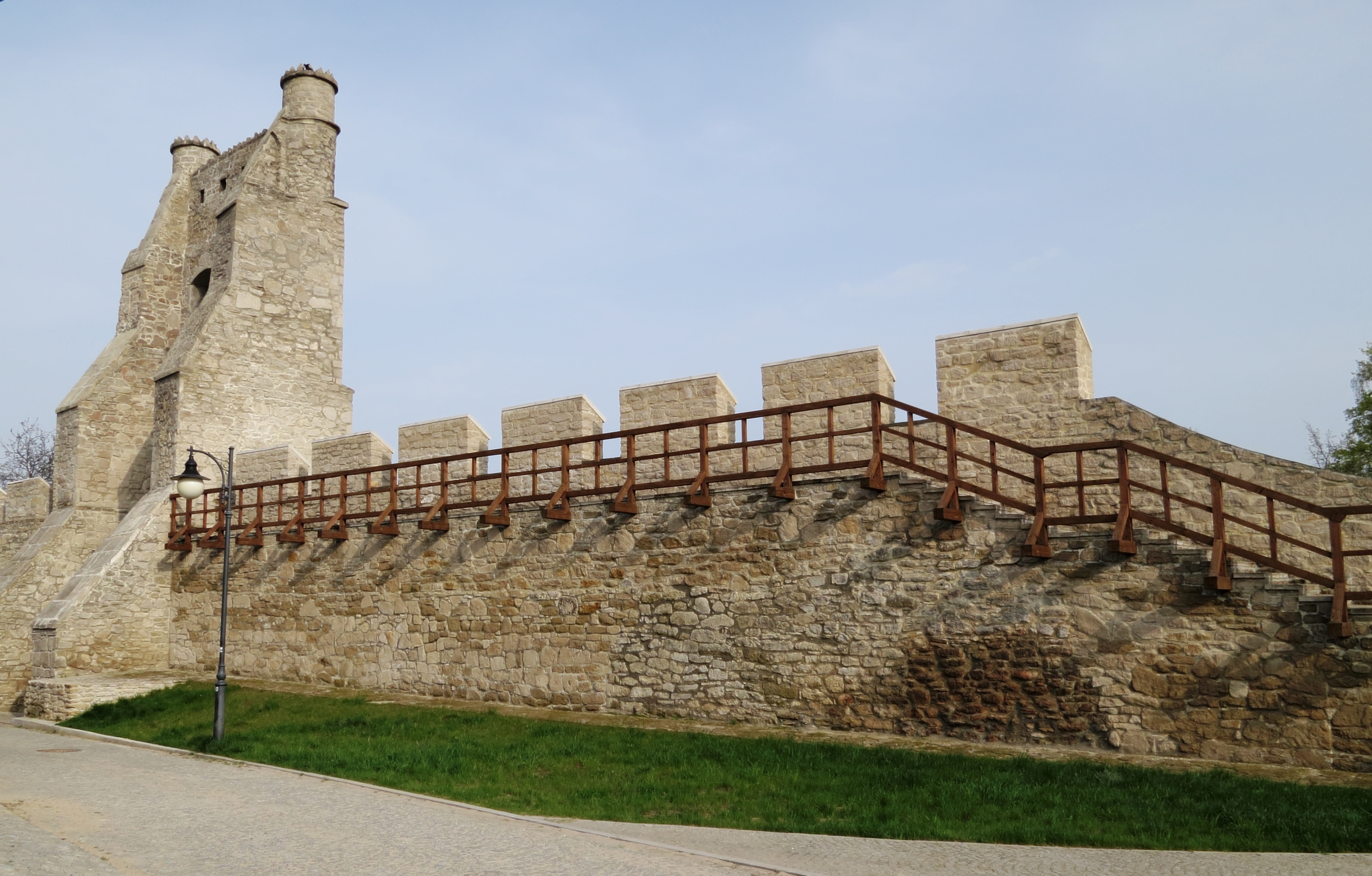